# Bipera bien qui bipera le dernier
Pour plus de détails, voir Fiche technique et Distribution.
Bipera bien qui bipera le dernier (Rabid Rider) est un film américain d'animation Looney Tunes de 3 minutes et mettant en scène Bip Bip et Vil Coyote réalisé par Matthew O'Callaghan en 2010.

## Fiche technique
- Réalisateurs : Matthew O'Callaghan
- Producteur : Allison Abbate, Spike Brandt et Tony Cervone
- Compositeur : Christopher Lennertz